# Нови десни центар
Нови десни центар (итал. Nuovo Centrodestra, NCD) је политичка партија десног центра у Италији. Њен лидер је Анђелино Алфано, који је био штићеник Силвија Берлусконија и национални секретар Народа слободе (ПдЛ) од 2011. до 2013.
Странка је формирана након распада ПдЛ-а 15. новембра 2013. Њени оснивачи, су јаке присталице владе Енрика Лете и одбили су да се придруже новој странци Напред Италијо (ФИ). Свих пет министара, три државна секретара, 30 сенатора и 27 посланика из бившег ПдЛ-а је одмах приступило НЦД-у. Чланови су највише бивши демохришћани и социјалисти из јужних региона Калабрије и Сицилије. Алфано је представио 7. децембра нови симбол партије.
У Европском парламенту посланици НЦД (као и врх партије) су чланови Европске народне партије.
У коалицији са Унијом Центра на европским изборима 2014. странка је добила 1.202.350 гласова (4,38%) и 2 од 3 освојених мандата.